# Szentivánéji álom (Britten)
A Szentivánéji álom (angolul A Midsummer Night’s Dream) Benjamin Britten egyik háromfelvonásos operája. Szövegkönyvét a zeneszerző és Peter Pears írták Shakespeare azonos című színjátéka alapján. Ősbemutatójára 1960. június 11-én került sor Aldeburgh-ben. Magyarországon először 1972. január 28-án mutatták be az Operaházban.

## Szereplők
| Szereplő                                     | Hangfekvés               |
| -------------------------------------------- | ------------------------ |
| Oberon, a tündérek királya                   | alt vagy kontratenor     |
| Titania, tündérkirálynő                      | szoprán                  |
| Puck                                         | próza                    |
| Thézeusz, Athén királya                      | basszus                  |
| Hippolyta, Thézeusz menyasszonya             | alt                      |
| Lysander                                     | tenor                    |
| Demetrius                                    | bariton                  |
| Hermia                                       | mezzoszoprán             |
| Helena                                       | szoprán                  |
| Vackor, ács                                  | basszus                  |
| Gyalu, asztalos                              | basszus                  |
| Zuboly, takács                               | bariton                  |
| Dudás, fúvófoltozó                           | tenor                    |
| Orrondi, üstfoltozó                          | tenor                    |
| Ösztövér, szabó                              | bariton                  |
| Babvirág, Pókháló, Moly, Mustármag, tündérek | szoprán vagy gyermekhang |

## Cselekménye
- Helyszín: Athénben és egy közeli erdőben
- Idő: mondabeli idők

### Első felvonás
Oberon és Titánia súlyosan összekülönböznek. Mindketten maguknak követelnek egy fiúcskát, aki indiai királyok sarja, hogy apródot neveljenek belőle kíséretük számára. Oberon megparancsolja Pucknak, szerezze meg számára a bűvös virágot, amelynek nedve, ha alvó szemére cseppentik, úgy elvarázsolja, hogy felébredve az első lénybe, akit megpillant, halálosan beleszeret. Lysander és Hermia halálra fáradtan tévelyegnek az erdőben. Szeretik egymást, de nem lehetnek egymáséi, mert Hermiát atyja Demetriusnak ígérte. Ezért inkább elbujdosnak idegen földre, ahol Athén zord törvényei nem érik utol őket. Feltűnik Demetrius. Ő is szerelmes Hermiába, és most halálra keresi szerencsés vetélytársát, Lysandert. Demetriust azonban Heléna követi szerelmesen, akiről az ifjú hallani sem akar. Oberon utasítja Puckot, hozza rendbe a szerelmespárok ügyét, és a bűvös nedvvel ébressze fel Demetrius szerelmét Heléna iránt. A fák között athéni mesteremberek gyülekeznek, hogy egy egyszerű színdarab szerepeit egymás között kiosszák. Theseus esküvőre készül Hippolytával, és az ünnepség fényét fogja a derék mesterek előadása emelni. Puck közben alaposan elvéti dolgát és Demetrius helyett az alvó Lysander szemébe cseppenti a bűvös virág nedvét. így azután mikor Heléna rátalál és felébreszti, azonnal hevesen szerelmet vall az elképedt leánynak. Bevonul tündéreivel Titánia, és amikor ő is álomra hajtja fejét, Oberon az ő szemét is megérinti a virág csodatevő nedvével.

### Második felvonás
A hat műkedvelő mester szorgalmasan próbálja szerepét. Zuboly néhány pillanatra eltűnik, és amikor újból megjelenik, társai elborzadva tapasztalják, hogy szamárfej éktelenkedik a derék takács saját becsületes feje helyén. Titánia felébred, és forró lángra gyullad a szamárfejű Zuboly iránt. Lysander továbbra is hevesen udvarol Helénának, aki keserves panaszra fakad, mert azt hiszi csak gúnyolódik vele, hiszen jól tudja, hogy az ifjú eddig Hermiáért lángolt. Oberon helyre akarja hozni, amit Puck elvétett, és Demetrius szemébe is cseppent a csodatevő nedvből. Most azután teljes az összevisszaság, mert egyszerre mind a két ifjú Helénát ostromolja szerelmével, a két leány pedig nem tud hová lenni felháborodásában. A tündérek királya alaposan meg is mossa ezért a meggondolatlan Puck fejét, és a csintalan kobold jóvá is teszi bűnét. Az egymás életére törni készülő ifjakat ügyesen tévútra vezeti, míg mindketten kimerülten ledőlnek. A leányok is újból előkerülnek, és erejük fogytán, mit sem sejtve egymásról, ők is álomra hajtják fejüket. A tündérek kíséretében Puck most olyan virág nedvét cseppenti az alvók szemére, ami mindegyikük ügyét rendbe hozza.

### Harmadik felvonás

#### Első kép
Hajnalodik. Oberon megszerezte udvartartása számára az indiai fiúcskát, és megelégelte Titánia bűnhődését, ezért feloldja a varázslat alól. A tündérpár kibékül és Zuboly is visszanyeri emberi fejét. A két athéni szerelmespár is egymásra talál, a mesterek pedig, akik ugyancsak gyászolták már társuk szánalmas sorsát, nemkülönben a színdarab elmaradását, örömmel fedezik fel az épen és egészségesen előkerült Zubolyt.

#### Második kép
Ünnepség Theseus palotájában. A félreértések tisztázódnak és sor kerülhet a buzgó mesteremberek nagyszerű színdarabjára. Végül mindenki nyugovóra tér, és megjelennek a tündérek, hogy megáldják a szerelmesek nászát.

## Diszkográfia
- James Bowman (Oberon), Lillian Watson (Titánia), Dexter Fletcher (Puck), John Graham-Hill (Lysander), Henry Herford (Demetrius), Della Jones (Hermia), Jill Gomez (Heléna), Donald Maxwell (Zuboly) stb.; Trinity Fiúkórus, City of London Sinfonia, vez. Richard Hickox (1990) Virgin Classics 0946 3 81832 208